# Tepina
Tepina je priimek več znanih Slovencev:
- Aliash (Aljaž) Tepina (*1981), filmski igralec in producent
- Ana Tepina (1921—2013), germanistka, avtorica učbenika
- Borko Tepina (*1948), slikar
- Damjan Tepina (1939—2017), arhitekt
- Daša Tepina (*1982), sociologinja
- Jasna Tepina (r. Petrinja), TV-novinarka
- Jure Tepina, TV-novinar, vojni dopisnik, urednik
- Lenka (Milena) Tepina (1920—1945), napovedovalka Radia OF (samomor s pištolo Vitomila Zupana)
- Lovro Tepina (1882—1925), veterinar, direktor podkovske in živinozdravstvene šole, kinolog
- Marjan Tepina (1913—2004), arhitekt, urbanist in politik
- Martina Tepina, arhitektka
- Pavel Tepina (1915 - 97)?, predvojni komunist (proces 1935)
- Rastko Tepina (*1959), lajnar, amaterski igralec, kulturni delavec
- Vinko Tepina - "Strmčov Cene" (1889—1960), gorski vodnik in reševalec, mizar, amateski igralec, glasbenik, lovec, planinec, pomorščak, župan Jezerskega